# Cervello (gruppo musicale)
I Cervello sono stati un gruppo di rock progressivo italiano nato nel 1970 a Napoli.

## Storia del gruppo
Il gruppo nasce nel 1970 sull'onda del rock progressivo per iniziativa di Corrado Rustici, allora diciassettenne, che forma una band di diciannovenni con Antonio Spagnolo, Giulio D’Ambrosio, Renato Lori e Pino Prota, dove Lori e Prota saranno successivamente sostituiti da Gianluigi Di Franco e Remigio Esposito.
Il gruppo si applica alla ricerca di nuove sonorità che permetteranno loro di costituire una formazione senza tastiere sfruttando l'uso di generatori d'eco abbinanti a pedali di basso per organo per produrre un suono simile a degli archi distorti. Iniziano le loro esibizioni dal vivo e nel giugno 1973, al terzo Festival di musica d'avanguardia e di nuove tendenze, che quell'anno si teneva a Napoli, ottenendo un buon successo di critica.
Anche grazie al supporto di Danilo Rustici, fratello di Corrado e chitarrista degli Osanna, i Cervello firmano un contratto discografico con la Dischi Ricordi, e nell'estate del 1973 registrano a Milano il loro unico album: Melos, in cui uniscono musica sinfonica a rock progressivo. L'album è intriso di manierismi e virtuosismi. Flauti e sassofoni sono spesso usati per sostituire le tastiere e il mellotron, popolari nel genere progressivo.
Nonostante verrà poi considerato tra gli album più rappresentativi del rock progressivo italiano, l'album ha uno scarso successo di vendita ed il gruppo si scioglie nel 1974.
Corrado Rustici dopo una breve collaborazione con gli Osanna, prosegue la propria carriera nei Nova, e parallelamente  porta avanti una carriera di solista e di produttore. Gianluigi Di Franco intraprende l'attività di solista ed autore, collaborando con il percussionista Toni Esposito sino ai primi anni 1980.
Nel 2017 viene pubblicato l'album  Live in Tokyo.

## Formazione
- Gianluigi Di Franco: voce, flauto, percussioni
- Corrado Rustici: chitarra, flauto, vibrafono, voce
- Giulio D'Ambrosio: sax, flauto, voce
- Antonio Spagnolo: basso, chitarra acustica, flauto, pedaliera, voce
- Remigio Esposito: batteria, vibrafono

## Discografia
- 1973 – Melos
- 2017 – Live in Tokyo